# Zárány
Zárány (németül: Zagersdorf, horvátul: Cogrštof) község Ausztriában Várvidéken (Burgenland) a Kismartoni járásban (Bezirk Eisenstadt-Umgebung). A település a várvidéki horvátok lakta területhez tartozik.

## Földrajz
A község Várvidék (Felsőőrvidék) északi részén található, a tartományi főváros Kismarton (Eisenstadt) és a magyar határon fekvő Sopron közelében. Zárány a területén található i. e. 700-ból származó sírhalmokban fellelt szőlőmagok miatt Ausztria legrégebbi borvidéke nevet is viseli.

## Története
A Soproni-hegység környékének kedvező, a szőlőművelésre kiválóan alkalmas éghajlati és természeti adottságait már a régmúltban felismerték. A rómaiak biztosan termesztettek szőlőt ezen a tájon, de lehetséges, hogy a kelták honosították meg itt a szőlőművelést. A település magát Ausztria legrégibb szőlőtermelő községének tartja. Az itt végzett ásatások során az i. e. 700 év körüli időből származó bortároló edényt és három szőlőmagot találtak (Fehér burgundi, Zöld szilváni és Olaszrizling).
A helységről legkorábban 1461/1462 ből lelhető fel írásos emlék. A török pusztítás után, 1532-ben a betelepített horvátok építették újjá. 1683-ban újra elpusztította a török. 1713-ban pestis, 1831-ben kolerajárvány pusztított.
Zárány, mint az egész Várvidék 1920/21-ig Magyarországhoz (Német-Nyugat-Magyarország vö. Deutsch-Westungarn) tartozott. 1898 óta a budapesti kormány magyarosítási törekvései (Magyarisierungspolitik) miatt, a község magyar neve volt a hivatalos megnevezés.
Az első világháború után az Osztrák-Magyar Monarchia felbomlásáig Magyarországhoz, Sopron vármegyéhez tartozott majd a heves vitákkal övezett trianoni békeszerződéssel Ausztriához csatolták. A község 1921 óta az újonnan megalapított osztrák szövetségi tartomány Burgenland része.(ld. Várvidék története).
1992 óta Zárány önálló önkormányzattal rendelkezik. Ezt megelőzően közigazgatásilag Cinfalvához (Siegendorf) tartozott.
2001-ben 900 lakosából 3 volt magyar, 355 német, 516 horvát és 26 egyéb nemzetiségű volt.

## Politika
A község polgármestere Helmut Zakall (SPÖ), alpolgármester Christoph Zarits (ÖVP). A polgármesteri hivatal vezetője Yvonne Artner.

## Nevezetességei
- A zárányi Keresztelő Szent János plébániatemplom 1641-ben épült. Tornya 1810-ből származik.
- A községben található továbbá egy Szent Kereszt kápolna (1727), valamint egy-egy Szent Sebestyénnek (1717), Szűz Máriának és a Szentháromságnak szentelt szobor is.

## Híres személyek
- Borenics Márton horvát költő itt született